# Lễ hội Vịnh Xuân Đài
Lễ hội Vịnh Xuân Đài, có tên cũ là lễ hội sông nước Tam Giang là một lễ hội truyền thống của người dân hạ lưu sông Tam Giang tại Xuân Đài, Sông Cầu, Phú Yên. Lễ hội này thường được tổ chức vào mùng 5 và 6 tháng Giêng (Âm lịch). Lễ hội thường được bắt đầu với chương trình nghệ thuật địa phương, sau đó là phần thi đấu đua thuyền rồng và một số lần có kèm theo cuộc thi "Duyên dáng xứ dừa" (sau đổi thành "Duyên dáng Xuân Đài").

## Lịch sử
Theo như một số người dân cho biết, lễ hội này đã có từ rất lâu đời. Tuy nhiên, cho đến năm 2004, chính quyền nơi đây mới bắt đầu cho tổ chức lễ hội với quy mô chính thống. Từ năm 2017, lễ hội sông nước Tam Giang đã được đổi tên thành lễ hội Vịnh Xuân Đài. Theo nguồn báo VnExpress cho biết, việc đổi tên này nhằm mời gọi các địa phương khác tham gia với nhiều chương trình có nội dung phong phú hơn.

## Quy mô và chương trình
Lễ hội thường được tổ chức vào mùng 5 và 6 tháng Giêng Âm lịch, diễn ra tại khu vực hạ lưu sông Tam Giang, phường Xuân Đài, thị xã Sông Cầu.
Lễ hội được bắt đầu vào mùng 5 với những nét nghệ thuật của địa phương, như hò bá trạo, hò kéo lưới, hò hụi, hò biển, hát tuồng. Ngoài ra, còn có cuộc thi "Duyên dáng xứ dừa" nhằm ca ngợi vẻ đẹp người con gái Sông Cầu, và cuộc thi đan lưới. Bên cạnh đó, còn có một số lần thả hoa đăng và tái hiện lễ hội cầu ngư.
Đến mùng 6, các hoạt động thể thao được tổ chức như đua thuyền rồng, lắc thúng chai, bơi lội, vật tay, kéo co, đập ấm đất, bắt vịt trên sông, trèo cột bườm, câu cá, đẩy gậy,...
Từ năm 2017, cuộc thi Duyên dáng xứ dừa nhằm ca ngợi vẻ đẹp người con gái Sông Cầu được đổi thành "Duyên dáng Xuân Đài".

## Tham dự
Đây là một lễ hội được quan tâm nhiều nhất ở thị xã Sông Cầu, và được xem là một lễ hội lớn mang tính truyền thống tại Phú Yên. Tính đến năm 2010, ước tính số người tham dự hơn 15 ngàn người, trong bối cảnh vùng này vừa hứng chịu đợt cơn bão Mirinae (2009). Lễ hội đông đến mức tuyến xe buýt Cúc Tư đi đến vùng này đều chật cứng du khách, và cầu Tam Giang có tình trạng tắc đường.